# Georgi Stackelberg

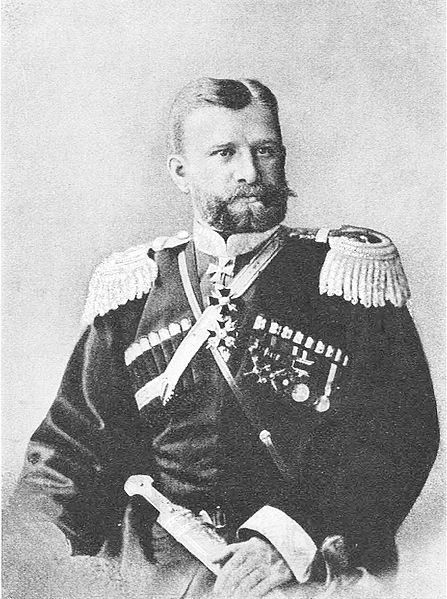
Georgi Stackelberg

Georgi Karlovitsj Stackelberg (Russisch: Георгий Карлович Штакельберг, Duits: Georgi Karlowitsch von Stackelberg) (Sint-Petersburg, 30 juli 1851 – Narva-Jõesuu, 1913) was een generaal van de cavalerie van het Keizerlijk Russisch Leger.

## Opleiding
Zijn oorspronkelijke, Duitse familienaam "von Stackelberg" staat voor een Baltisch-Duits adellijk geslacht. Hij studeerde in 1862 af aan de Academie van de Russische Generale Staf.

## Vuurdoop
Hij voerde van 1874 tot 1876 het bevel over de Semiretsje-Kozakken. Stackelberg onderscheidde zich bij de Russische verovering van het kanaat Xiva en de expeditie in Kokand van 1875 onder generaal Konstantin von Kaufman. Hij raakte gewond, maar weigerde nadien alle onderscheidingen.

## Bevelhebber
Stackelberg voerde het bevel over de volgende eenheden:
- Van 18 augustus 1886 tot 5 december 1890 het 25e regiment dragonders te Kazan.
- Tot 3 december 1897 voerde hij het bevel over de Transkaspische Kozakken.
- Tot 31 mei 1899 voerde hij het bevel over de 15e cavaleriedivisie.
- Stackelberg voerde tijdens de Bokseropstand het bevel over de 10e cavaleriedivisie.
- Van 25 april 1901 tot 11 februari 1902 voerde hij het bevel over het 1e cavaleriekorps.
- Van 11 februari 1902 tot 3 februari 1903 voerde hij het bevel over het 2e Siberisch legerkorps.
- Van 3 februari 1903 tot 3 februari 1904 voerde hij het bevel over het 1e cavaleriekorps.

## Verslagen te Te-Li-Ssu

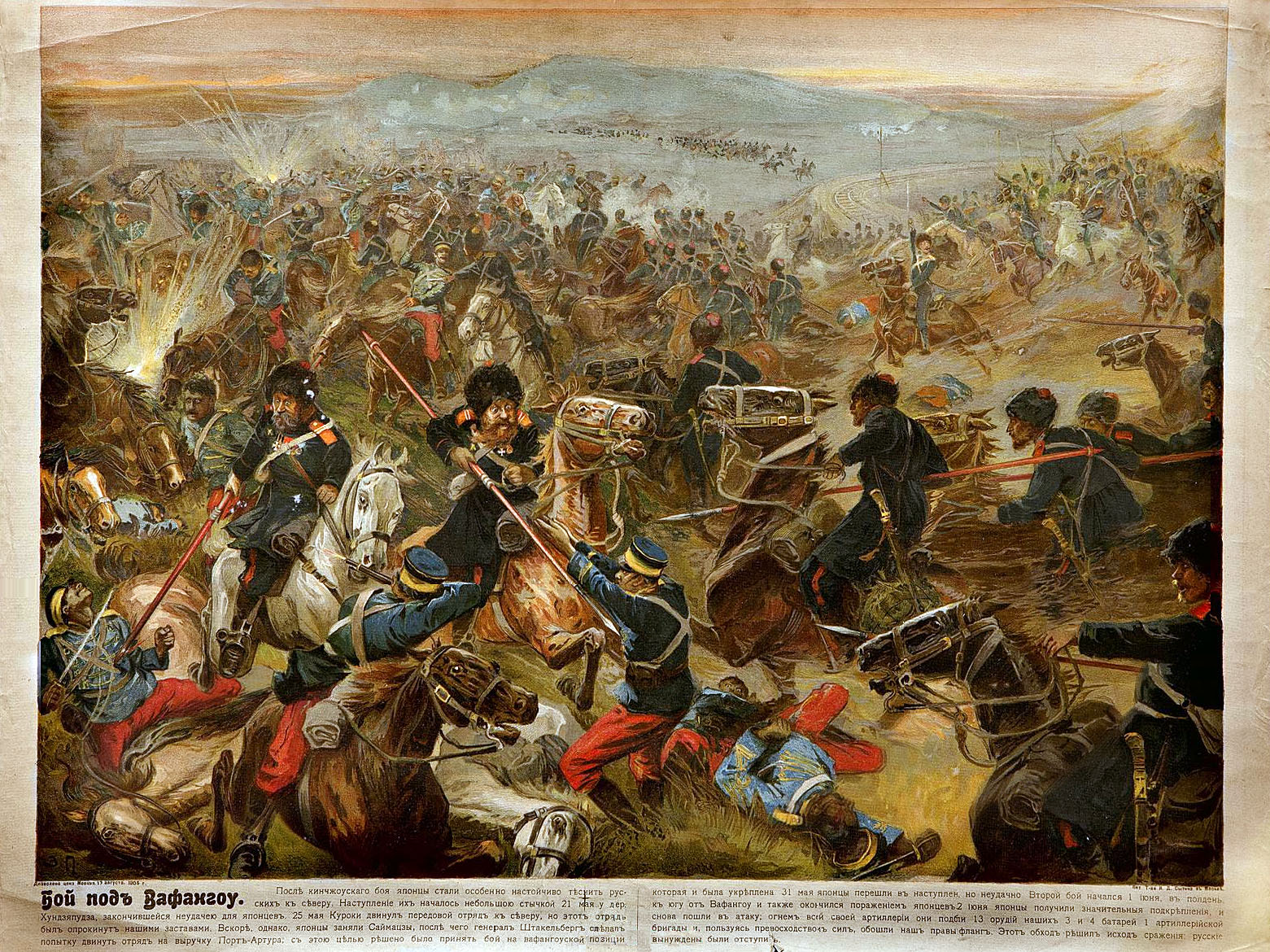
De slag bij Te-Li-Ssu.

Vanaf 5 april 1904 tijdens de Russisch-Japanse Oorlog voerde Stackelberg het bevel over het 1e Siberisch Korps, dat een belangrijke rol speelde in de Slag bij Te-Li-Ssu. Opperbevelhebber generaal Aleksej Koeropatkin had orders gegeven om de reserve achter de hand te houden en om een verdedigende opstelling aan te nemen. Het Japanse 2e leger onder generaal Oku Yasukata versloeg Stackelberg.

## Insubordinatie bij Sandepu
In de daaropvolgende Slag bij Sandepu lapte Stackelberg de bevelen van Koeropatkin aan zijn laars en chargeerde hij op de ingegraven Japanse stellingen. Hij leed verliezen, kreeg geen versterking en moest zich terugtrekken. Hij werd ontslagen wegens insubordinatie. Terug in Sint-Petersburg ontving hij de Orde van Sint-George voor zijn actie.